# 월피예술도서관
월피예술도서관은 경기도 안산시 상록구에 있는 공립 도서관이다.

## 연혁
- 2023년 2월 24일 개관